# Detzneria tubata
Detzneria tubata là một loài thực vật có hoa trong họ Mã đề. Loài này được Diels mô tả khoa học đầu tiên năm 1929.